# 阿布巴卡·阿末哈林
阿布巴卡·阿末哈林（1897年—1975年4月20日）暱稱A·B·A·哈林 （1897—1975年4月20日）是一名印裔巴基斯坦人（穆哈吉爾人之比哈爾穆斯林）出身的巴基斯坦政治学家，他是卡拉奇大学的第一位副校长。